# Selaginella heterodonta
Selaginella heterodonta är en mosslummerväxtart som först beskrevs av Nicaise Auguste Desvaux och Jean Louis Marie Poiret, och fick sitt nu gällande namn av Georg Hans Emmo Emo Wolfgang Hieronymus. Selaginella heterodonta ingår i släktet mosslumrar, och familjen mosslummerväxter. Inga underarter finns listade i Catalogue of Life.